# Okudaira (Klan)

Wappen der Okudaira
(Okudaira-Fächer)

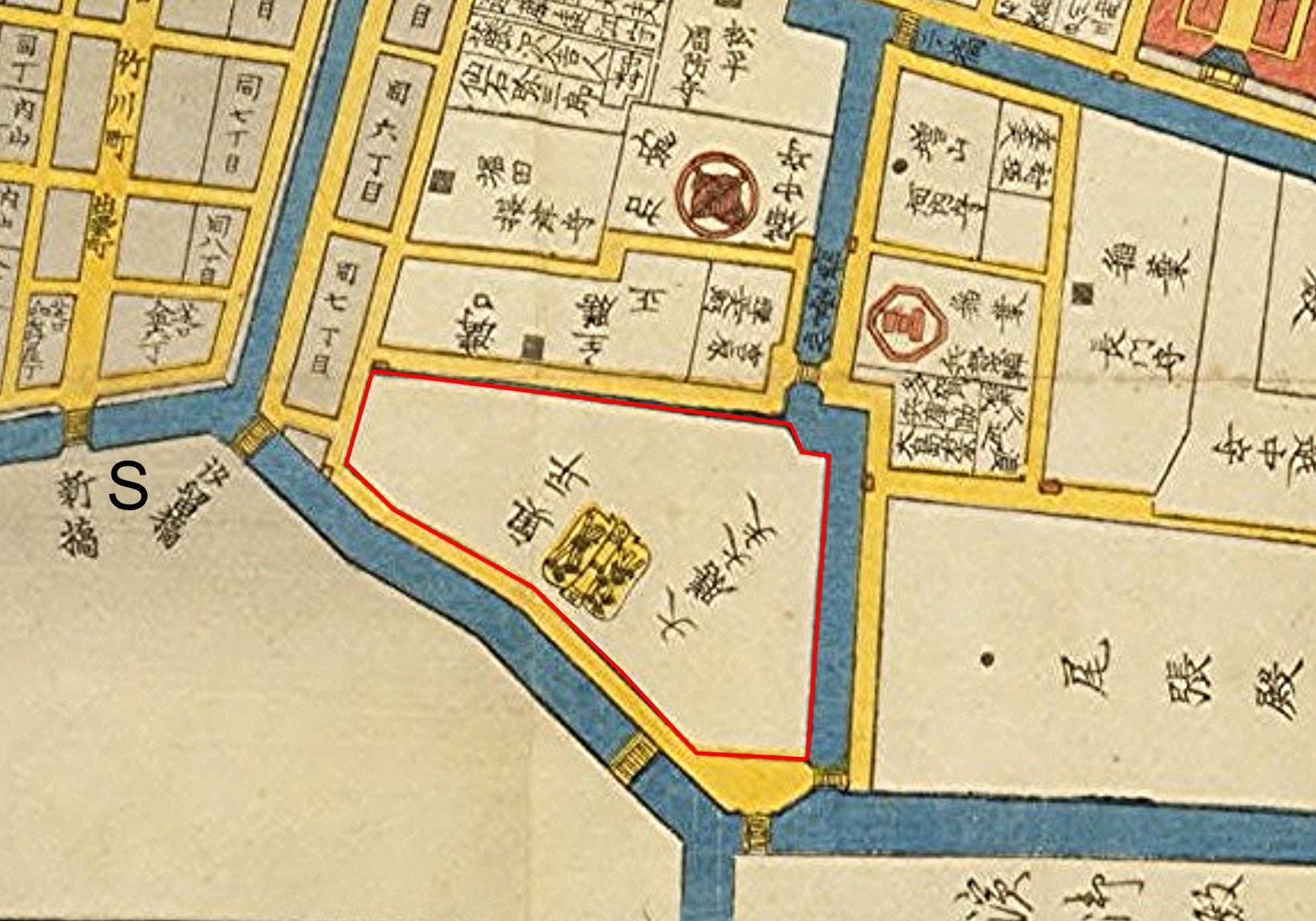
Okudaira-Residenz in Edo

Die Okudaira (japanisch 奥平氏, Okudaira-shi)  waren eine Familie des japanischen Schwertadels (Buke) aus der Provinz Mikawa, die sich über die Akamatsu von den Murakami-Genji ableitete. Mit einem Einkommen von 100.000 Koku gehörten die in Nakatsu (Präfektur Ōita) residierenden Okudaira zu den größeren Fudai-Daimyō der Edo-Zeit.

## Genealogie
- Sadayoshi (定能, 1555–1615).
- Nobumasa (信昌, 1555–1615) verließ, zusammen mit seinem Vater Sadayoshi die Takeda und wechselte zu Tokugawa Ieyasu als Dienstherren. Takeda Katsuyori, darüber erbost, ließ Nobumasa Frau töten, aber Ieyasu gab ihm seine älteste Tochter Kame-hime zur Frau und machte ihn zum Herrn von Nagashino (Mikawa). Dort wurde er bald darauf von Katsuyori belagert, aber Ieyasu und Oda Nobunaga entsetzten ihn unter schweren Verlusten. 1582 bekämpfte er zusammen mit Sakai Tadatsugu die Takeda. 1590 erhielt er das Lehen von Miyasaki (Kōzuke) mit 30.000 Koku. Im Jahr 1600 wurde er Gouverneur von Kyōto, ein Jahr darauf wurde er nach Kanō (Mino) mit 100.000 Koku versetzt.
  - Iemasa (家昌, 1577–1614) war der älteste Sohn Nobumasas. Er und seine Nachkommen residierten ab 1601 in Utsunomiya (Shimotsuke), ab 1619 in Koga (Shimōsa), ab 1622 wieder in Utsunomiya, ab 1668 in Yamagata (Dewa) ab 1685 wieder in Utsunomiya, ab 1697 in Miyazu (Tango) und schließlich von 1717 in Nakatsu (Buzen) mit 100.000 Koku und dem Ehrentitel Daizen no Daibu („Direktor der großen Tafel“). Es folgten Masashige (昌成), Masaatsu (昌敦), Masaka (昌鹿), Masao (昌男), Masataka (昌高), Masanobu (昌暢), Masamichi (昌猷) und Masamoto (昌服). Letzter Daimyō dieser Linie war
    - Masayuki (昌邁, 1855–1884). Nach 1868 erhielt er den Titel Graf.

  - Tadamasa (忠政, 1580–1614), zweiter Sohn Nobumasas, erbte das Lehen von Kanō, aber er starb vor seinem Vater, so dass dieses Lehen an das Shogunat zurückfiel.
  - Tadaakira bzw. Tadaaki (忠明, 1583–1644), dritter Sohn Nobumasas, wurde von seinem Großvater Ieyasu adoptiert und erhielt für sich und seine Nachkommen den Namen Matsudaira, so dass die Nachkommen als (Okudaira) Matsudaira weiter geführt werden.